# Głaz Królewski

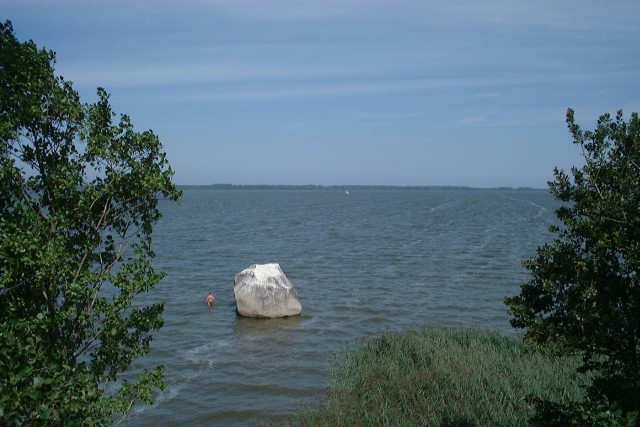
Kamień Królewski

Głaz Królewski (także Kamień Królewski, niem. Großstein/Grossstein) – głaz narzutowy z granitu, znany dzięki legendom z nim związanym oraz swym dużym rozmiarom – wysokość ok. 4 metry, obwód ok. 20 metrów. Dawniej rozmiary głazu były trzykrotnie większe, jednak w XIX wieku intensywnie pozyskiwano z niego materiał budowlany. Głaz znajduje się w wodach Zalewu Kamieńskiego, niedaleko północnego brzegu Wyspy Chrząszczewskiej. Kamień został przyniesiony do Polski ze wschodniej Szwecji przez lądolód. 

## Legendy
Według legendy, po opanowaniu Pomorza w 1121 roku, Bolesław Krzywousty przyjmował defiladę żeglarzy stojąc właśnie na Królewskim Głazie. Od kamienia pochodzi także prawdopodobnie nazwa pobliskiej miejscowości, Kamienia Pomorskiego.
Inne legendy dotyczą samego powstania kamienia – według jednej z nich, gdy ogromna ropucha siała spustoszenie w wodach Zalewu, bóg Trzygłów po wysłuchaniu modlitw spuścił na nią piorun zamieniając ją w kamień. Druga legenda wyjaśniająca pochodzenie głazu mówi o czarcie wygnanym z pobliskiego grodu, który obiecał znaleźć pewnemu olbrzymowi partnerkę, jeśli ten zniszczy ów gród. Podejrzliwy olbrzym chciał jednak najpierw zobaczyć partnerkę. Faktycznie, z wody wyłoniła się idealna kandydatka, jednak w momencie gdy zapiał kur, okazało się, że w wodach Zalewu zamiast partnerki dla olbrzyma stoi podstępny czart. Zdenerwowany olbrzym cisnął w niego ogromnym głazem. Ten chcąc uciec zamienił się w żabę, jednak nie zdążył i kamień przygniótł go, i więzi do dziś.
Odmienną teorię na temat znaczenia kamienia narzutowego przedstawiają pasjonaci UFO. Według nich kamień ten umieszczony został przez istoty pozaziemskie w ściśle określonym miejscu jako element siatki nawigacyjnej, a w jego wnętrzu kryje się odpowiednio do tego potrzebna aparatura. Przez ufologów kamień został określony symbolem A13.

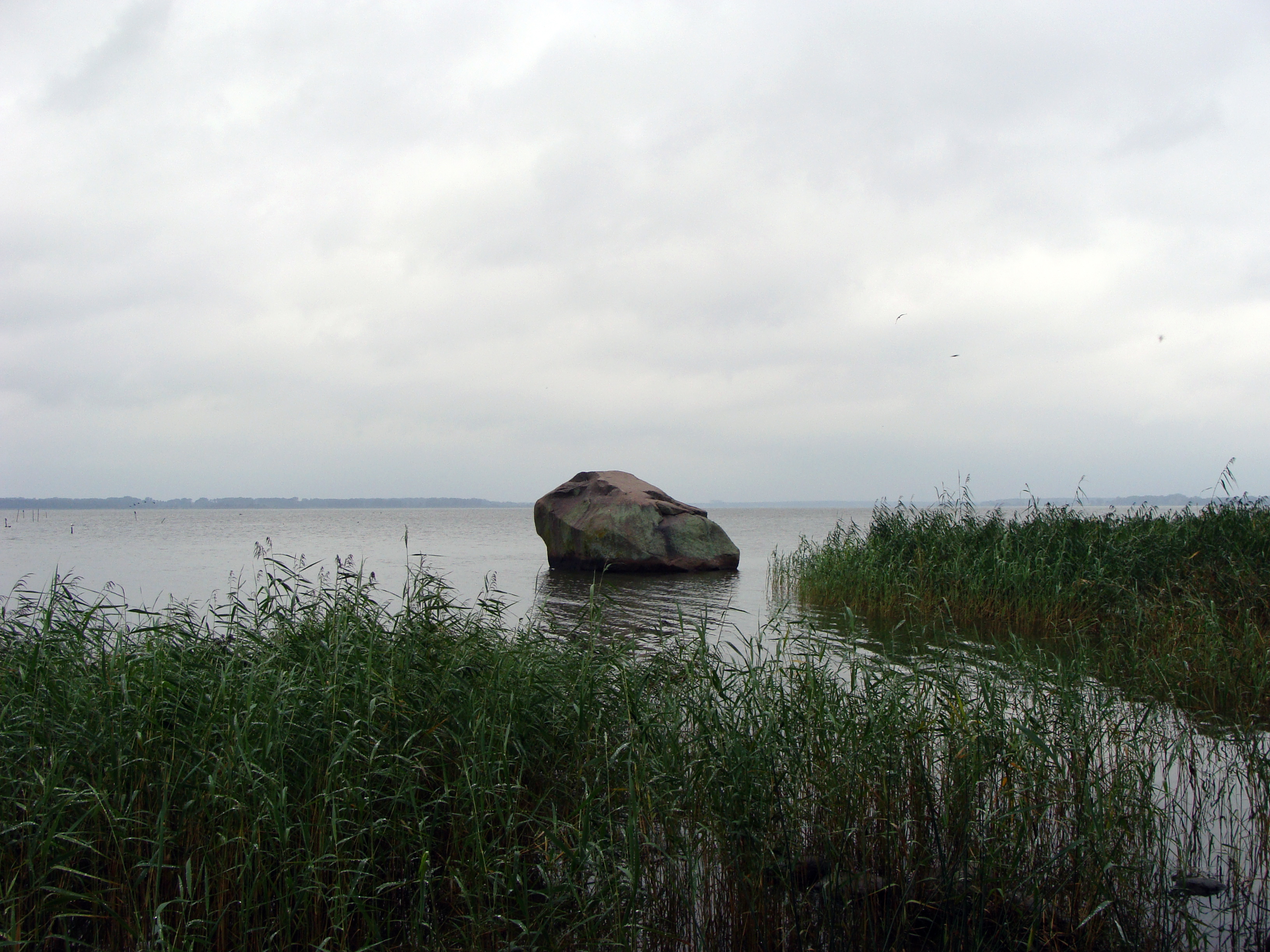
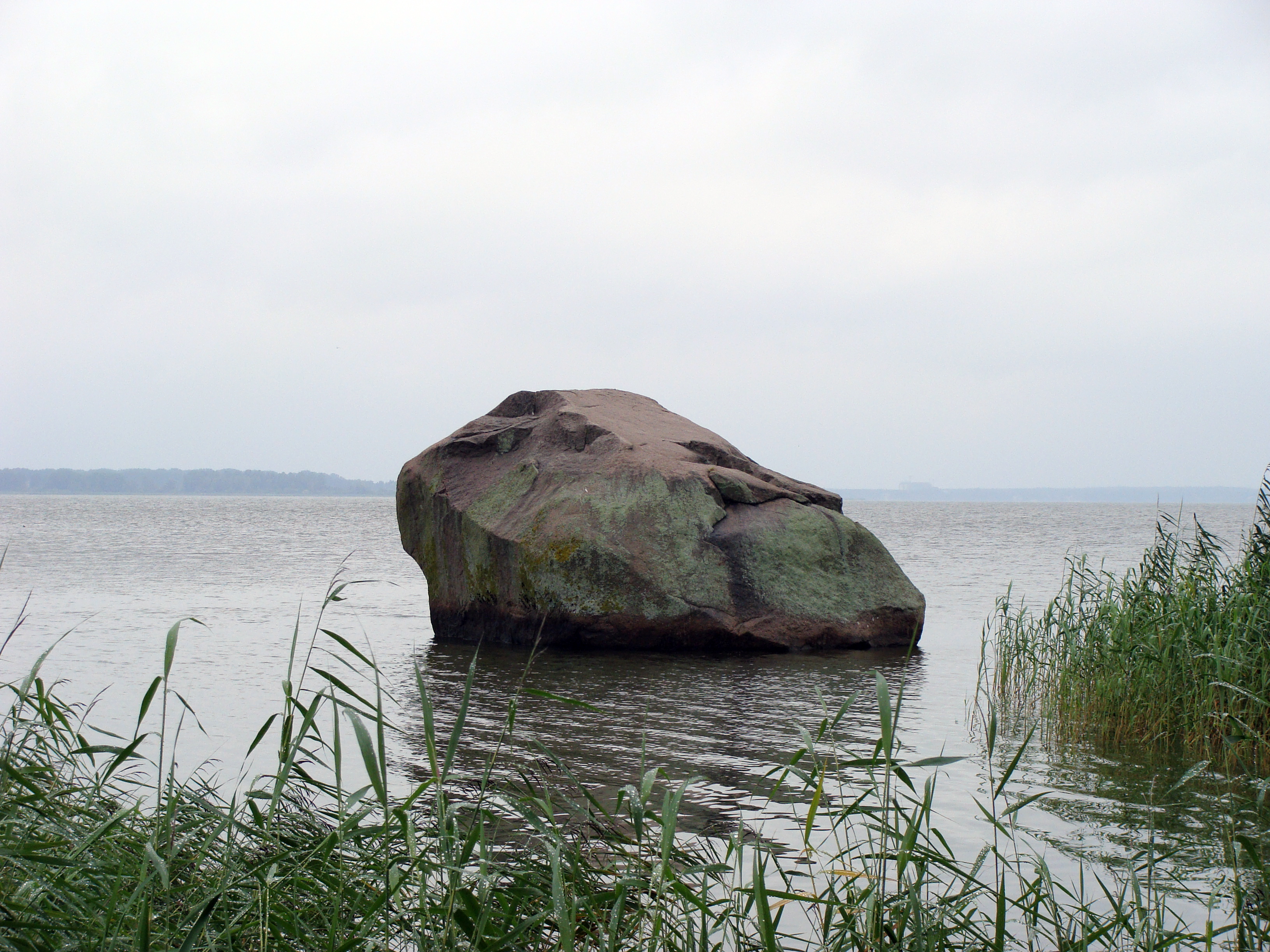